# Vercheny
 Vercheny  là một xã thuộc tỉnh Drôme trong vùng Auvergne-Rhône-Alpes đông nam nước Pháp. Xã Vercheny nằm ở khu vực có độ cao trung bình 306 mét trên mực nước biển.